# Jaime Cuadra
Jaime José Cuadra Fernández (Perú, 26 de noviembre de 1970) es un productor musical, compositor y cantante peruano.

## Biografía
En 1988 estudió cinematografía en el instituto Robles Godoy en paralelo estudia dirección de cámaras y edición en el INICTEL, luego estudia música con Pepe Torees y Jorge Madueño, posteriormente en 1989 viajó a Vancouver, Canadá, para estudiar cursos de posproducción y musicalización en el Vancouver Film School y finalmente en 1990 cursa la carrera de comunicación audiovisual en el Instituto Peruano de Publicidad en Lima. Posteriormente, en 2019, Cuadra adquiere una especialización en la carrera de “Producción musical” en Berklee College of Music.
Su debut de cantante ocurrió en 1987 para la banda de rock Graffiti. En 1990 grabó su primer disco, titulado Jaime Cuadra coproducido con el músico peruano Andrés ''Mono'' Landavere, en su faceta como solista, arreglando e interpretando fusiones de latin pop con música afroperuana para el sello Discográfico El Virrey, ganando dos circes 1991-1992 con esta producción.
En 1993 grabó su segundo disco titulado 'Baila mi son' coproducido con el músico peruano José ''Pepe'' Ortega para el mismo sello.
En 1994 se retiró del canto y empezó a dedicarse enteramente a su empresa de audio Publicitario (hoy Quadra Studios) y a la tarea de productor musical hasta la fecha, obteniendo con esta diversas distinciones como Clio Awards, New York Festivals, Gran Apap, Dial de Oro, Ojo de Iberoamérica, Empresa del año, entre otros.
En 2003 representó en Miami al grupo de rock peruano Cementerio Club, ganando la banda en este periodo el premio la lengua Premios MTV Latinoamérica.
En 2005 fundó Quadrasonic Ideas, un sello discográfico independiente anexo a su estudio de audio profesional por el cual se lanzaron diversas producciones musicales. El más conocido es la trilogía musical Cholo soy, cuyo primer disco se presentó en 2006.
En 2007 compuso la banda sonora del cortometraje Ego, de la peruana Rosanna Alalú, que entró en el Festival de Cannes. Además, creó el comercial radial para Duracell, que obtuvo el premio León de Plata de Cannes.
En el 2008, 3 canciones de su álbum Cholo soy, fueron incluidas en la banda sonora de la película de James Bond ''Quantum Of Solace'' siendo el primer peruano en sincronizar se música para tan importante franquicia de Hollywood.
El 13 de abril de 2010, presentó su disco titulado Latino, coproducido junto a Liliana Schiantarelli que contiene 14 temas fusión de big band de jazz latino y en donde el artista vuelve a su faceta como cantante. En junio recibió el disco de oro por las ventas de su producción. En el 2013 presenta la tercera y última entrega de Cholo soy que obtuvo el mismo éxito al presentarse la mezcla entre lounge jazz, ritmos afroperuanos y andinos.
En 2011 es nombrado Embajador de la Marca Perú por Promperú, título que aún mantiene.
En el 2011 igualmente fue nombrado por el "Festival CLARO" jurado itinerante junto a Manuelcha Prado y Gianmarco Zignago cargo que desempeñó desde julio hasta la final en noviembre de ese año.
En 2015 Cuadra lanza un sorprendente álbum de fusión andina y funk electrónico titulado Raza Andean Funkylicious, presenteado en vivo por los enmascarados Ukukus Bothers.
Desde 2013 Cuadra conduce y dirige un programa radial sabatino Fusionados Perú vía Radio San Borja.
En enero de 2017 Cuadra lanza su primer canal YouTube titulado QuadraTube donde semanalmente comparte videos acerca de su experiencia en la industria de la música y el sonido. 
En marzo de 2017 fue panelista invitado en la convención “Hispanicize 2017” en la ciudad de Miami discutiendo el tema “Licencia de música para cine”. 
En enero de 2018 comenzó a producir 2 álbumes, el primero titulado Inédito que sería lanzado en julio de este mismo año donde Cuadra muestra su lado de compositor e instrumentista, producción de corte instrumental dramático. El segundo álbum junto a Lalo Paredes trabaja una nueva producción siguiendo el corte de su premiado disco Latino donde continuará con su línea romántica reinventando la música latina de todos los tiempos con su estilo innovador y siempre fresco. Se espera el lanzamiento para finales del 2018.
En julio de 2018 Jaime recibió un reconocimiento especial por parte del congreso de los Estados Unidos por su destacada e invaluable labor artística contribuyendo con la comunidad.
En enero de 2019 produce una canción en Florida y Lima con la colaboración Pelo d'Ambrosio y Lalo Paredes para la fundación INSPIRA dirigida por el ganador de CNN Heroes 2018 Ricardo Pum, donde cuenta con la participación cantantes y personalidades relevantes del Perú. La pieza musical fue usada como herramienta de difusión y pieza audiovisual para la mencionada institución que brinda apoyo a los niños peruanos que no cuentan con los medios para tratarse enfermedades graves en este país.
En 2019 es nombrado jurado permanente ALUMNI de los Independent Music Awards de Nueva York.
En septiembre de 2021 abre su disquera y productora musical Heat Records, radicada en Miami.

## Premios e hitos
- Julio de 2007: Silver Lion Canness: Audio para pilas Duracell.
- 2004,2005,2006 : Premio Gran Apap
- Julio de 2007: Disco de Platino: Cholo Soy.
- Octubre de 2007: Condecoración como mejor productor del año emitido por Indecopi.
- Noviembre de 2007: Best World Fusion Album Cholo Soy IMA AWARDS New York.[11]
- Diciembre de 2007: Mejor Productor peruano del Año y Mejor Disco del Año Cholo soy 2 (Premio Apdayc 2007).
- Noviembre 2008: 3 canciones de su álbum Cholo Soy fueron incluidas en la banda sonora de la película de James Bond ''Quantum Of Solace''
- Julio de 2010 : Disco de oro por Latino
- Enero de 2011 : LATINO es oficialmente nombrado, según cadenas de discotiendas en Perú, el disco más vendido del 2010 en este país.[12][13]
- Enero de 2011 : Disco de oro por Navidad a voces
- En 2011 : Es nombrado por Promperú ''Embajador de la Marca Peru''
- Febrero de 2014 : Disco de Oro por Cholo 3
- Enero 2016 : RAZA Obtiene el premio The Akademia Music Awards como mejor álbum World Beat en Los Angeles CA.
- Noviembre 2016: RAZA es nominado a mejor álbum World Fusion en el Independent Music Awards de New York.
- Mayo 2019: El Miami Web fest 2019, otorga un reconocimiento especial a la significativa trayectoria profesional.
- Diciembre 2021: Peru Fest Miami en su décimo aniversario le otorga distinción por su trayectoria musical.

## Discografía
- 1992: Jaime Cuadra - Discos El Virrey.
- 1993: Baila mi son - Discos El Virrey.
- 2006: Cholo soy - QuadraSonic Ideas.
- 2006: Cholo soy for babies - Quadrasonic Ideas.
- 2007: Cholo Soy REMIXED - Quadrasonic Ideas.
- 2007: La Valse Creole (Cholo soy Vol. II) - Quadrasonic Ideas.
- 2007: Chillout 80's en español - Quadrasonic Ideas/Play Music.
- 2008: Cholo Soy R2 -Remixed - Quadrasonic Ideas.
- 2009: Navidad a Voces (Arpegio) - Quadrasonic Ideas.
- 2009: Perú a voces (Arpegio) - Play music & video.
- 2010: Boleros InFussion (Ft Adali Montero) - 11y6 Discos
- 2010: Latino - Play Music & Video.
- 2012: Cholo 3 - Play Music y 11y6 Discos.
- 2013: Behind Latino (CD + DVD) - 11y6 Discos
- 2015: Raza Andean Funkylicious - Play Music[14]
- 2018: Inédito - Quadra Studios

Sencillos:
- 2019: "Abre tus manos" - Canción campaña a favor del albergue INSPIRA a cargo del CNN Hero 2019 Ricardo Pun
- 2019: "Yo, mujer" - Canción campaña a favor de la trata de niñas para el albergue Vida de Éxito (Cusco)
- 2020: "Respirar" - Canción interpretada por el cantante cubano Nesty.
- 2021: ''Baila''- Canción interpretada a dúo por el cubano Osmani García y Tefi Valenzuela.

## Televisión
La primera aparición de Jaime Cuadra en la televisión peruana fue como extra en un spot televisivo del Banco de La Nación en el año 1978. Presó su imagen en la adolescencia para las marcas Opticas Saldaña, Zapatillas Senda y la gaseosa VIVA BACKUS comidas... en su faceta de locutor comercial es aun voz insignia de muchas marcas importantes en el Perú y el extranjero, así mismo participó como "héroe" en el reality show de baile El gran show (2010) en su segunda temporada, conducido por Gisela Valcárcel. En 2011 apareció como invitado especial en la telenovela Ana Cristina.
En el 2019 graba escenas como extra en la serie de Nat Geo The Right Stuff que fue lanzado en el año 2020 por la cadena.